# Chaîne de télévision généraliste
Une chaîne de télévision généraliste est une chaîne de télévision publique ou privée dont la programmation, non thématique et destinée au public le plus large, comprend tous les types d'émissions, aussi bien des émissions d'information (journaux télévisés, magazines et reportages) que des émissions de divertissement de toutes sortes (séries télévisées, films, jeux télévisés, sports),,,.
La grande majorité des chaînes généralistes est financée par la publicité et découpe leur programmation en blocs de programmes spécialisés (jeunesse, première partie de soirée) d'une manière proche d'une standardisation tout en conservant des caractéristiques propres à chaque chaîne.
Toutes les chaînes de télévision nées avant le dernier quart du XXe siècle étaient des chaînes généralistes avec un nombre limité d'émissions et une moindre durée de l'antenne quotidienne ; a contrario la multiplication des chaînes, notamment grâce aux satellites, a exacerbé la concurrence et favorisé la création de chaînes thématiques ou spécialisées.

## Chaînes généralistes par pays

### Algérie
- EPTV
- Canal Algérie
- Beur TV
- Berbère Télévision
- Echourouk TV
- Dzaïr TV
- El Djazairia One
- KBC
- Beur TV
- El Bilad
- Numidia TV
- Ennahar TV
- L'Index TV
- El Fadjr TV
- El Hayat TV
- Bahia TV
- L'index TV
- AAWRES TV
- El Adjwaa TV
- DTV Algérie
- DTV One

### Allemagne
- Das Erste
- ZDF
- Arte
- 3Sat
- "Die Dritten" (ce sont les 9 chaînes publiques locales : SR pour la Sarre, BR pour la bavière, ...)
- RTL Television
- RTL2
- VOX
- Kabel eins
- Pro Sieben
- Sat 1
- DMAX
- Servus TV

### Belgique
- La Une
- Tipik
- La Trois
- RTL tvi
- RTL club
- RTL plug
- AB3
- Be 1

### Canada
- ICI Radio-Canada Télé (français)
- Télé-Québec (français)
- TVA (français)
- Noovo (français)
- CBC (anglais)
- CTV (anglais)
- Citytv (anglais)
- Global (anglais)
- APTN (langues autochtones)

### États-Unis
- ABC
- CBS
- NBC
- FOX

### France
- TF1
- France 2
- France 3
- Canal+
- M6
- W9
- TMC
- T18
- 6ter
- Paris Première
- TV5 Monde

A venir :
- Novo 19 : Avant le 1er septembre 2025

Anciennes chaines :
- C8
- NRJ12

### Italie
- Rai 1
- Rai 2
- Rai 3
- Rai 4
- Rai 5
- Rete 4
- Canale 5
- Italia 1
- LA7
- La7d
- 7 Gold
- TV8
- Nove
- Sky Uno
- Cielo
- DMAX
- Real Time